# سالم موكل
سالم مُوكِّل (بالإنجليزية: Salim Muwakkil) (ولد جيمس كانادى الونزو Alonzo James Cannady، في 20 يناير، 1947) هو صحفي أمريكي يعمل في شيكاغو. وهو محرر فديم وبارز في مجلة «في هذة الأزمان» (بالإنجليزية: In These Times) وكاتب مقالات (أعمدة) رأي في الصفحة المقابلة لافتتاحية صحيفة شيكاغو تريبيون. سالم مُوكِّل يكتب حول قضايا الأمريكيين الأفارقة، والسياسة الأمريكية في الشرق الأوسط، والسياسة الخارجية الأمريكية. وحالياً هو زميل إعلامي لمعهد المجتمع المفتوح (بالإنجليزية:Open Society Institute) في مجال «الجريمة والمجتمعات»، ويقوم أيضاً بإعطاء حلقة دراسية عن موضوعات العرق، والإعلام، والسياسة لبرنامج الدراسات الحضرية في كليات الغرب الأوسط المتزاملة (بالإنجليزية:Associated Colleges of the Midwest).
المنشورات الأخرى التي ظهرت فيها أعمال مُوكِّل تشمل صحيفة الواشنطن بوست، «نشرة نيويورك تايمز للكتاب» (بالإنجليزية: The New York Times Book Review)، وصحيفة شيكاغو ريدر (بالإنجليزية: The Chicago Reader) أو «قارئ شيكاغو»، مجلة ذا بروجريسيف (بالإنجليزية: The Progressive) أو «التقدمي»، وصحيفة نيوزداي (بالإنجليزية: Newsday)، ومجلة سيناست للأفلام السينمائية (بالإنجليزية: Cineaste)، ووصحيفة بالتيمور صن (بالإنجليزية: The Baltimore Sun)، وذى ماجازين (بالإنجليزية: Z Magazine)، وصحيفة تورنتو ستار (بالإنجليزية:Toronto Star)، وصحيفة فيلادلفيا انكوايرر (بالإنجليزية: The Philadelphia Inquirer)، ومجلة أوتن ريدر (بالإنجليزية: Utne Reader).

## وصلات خارجية
- حلقة نقاش مع مُوكِّل عن الانتخابات الأميركية الرئاسية لعام 2008 في مكتبة بريتزكر العسكرية
- http://blackvernacularintellectuals.wordpress.com/2012/05/10/salim-muwakkil-full-essay/